# Родионов, Владимир Алексеевич
Родионов Владимир Алексеевич (1929—2008) — кандидат исторический наук (1965 г.), профессор (1984 г.). В 1974–1980 годах — секретарь Саратовского обкома КПСС. В 1980–1991 годах — ректор Саратовской высшей партийной школы (ныне — Поволжский институт управления имени П. А. Столыпина РАНХиГС).

## Биография
Родился 15 мая 1929 года в селе Ивановка Гавриловского района Тамбовской области в крестьянской семье. Окончив семилетнюю школу в колхозе имени Чапаева в селе Булгакове, выполнял крестьянскую работу. Член ВЛКСМ с 1943 года.
В 1947 году после окончания средней школы поступил в Саратовский государственный юридический институт имени Д. И. Курского.
В 1950 году принят в члены КПСС.
По окончании института служил народным следователем в прокуратуре Петровского района Саратовской области.
В 1952-54 годах — первый секретарь Петровского райкома ВЛКСМ.
В 1954-56 годах — секретарь Балашовского обкома ВЛКСМ.
В 1956-58 годах второй секретарь Балашовского обкома ВЛКСМ.
В 1958 году заведующий отделом пропаганды и агитации Аркадакского райкома КПСС.
В 1958–62 годах заведующий отделом пропаганды и агитации Балашовского горкома КПСС.
В 1962-1965 годах учился в  аспирантуре Академии общественных наук при ЦК КПСС, по окончании которой ему была присвоена ученая степень кандидата исторических наук.
В 1965-66 годах лектор отдела пропаганды и агитации Саратовского обкома КПСС.
В 1966-67 годах заместитель заведующего отделом пропаганды и агитации Саратовского обкома КПСС.
В 1967-70 годах заведующий отделом науки и учебных заведений Саратовского обкома КПСС и исполняющий обязанности доцента кафедры истории КПСС Саратовского государственного юридического института.
С 1970 года инструктор отдела организационно-партийной работы аппарата ЦК КПСС.
По поручению М.А.Суслова был прикомандирован для партийно-политической работы к правительствам Монголии на 4 месяца и Индии на 8 месяцев.
С 1974 года — секретарь по идеологической работе и член бюро Саратовского обкома КПСС.
В 1980-1991 годах ректор Саратовской Высшей партийной школы (ныне — Поволжский институт управления имени П. А. Столыпина РАНХиГС).
Под руководством В. А. Родионова было завершено строительство нового корпуса Высшей партийной школы и общежития.
В более поздний период работал профессором, а затем заведующим кафедры культурологии и политологии СГАУ, а также советником ректора ПАГС.
Умер в Саратове 6 ноября 2008 года. Похоронен на Сторожевском кладбище в Саратове.

## Научные работы
Автор более 200 научных работ, последние из которых были посвящены жизни и деятельности П. А.Столыпина.
Всего опубликовано монографий, брошюр, научных статей, сборников трудов, учебных изданий общим объёмом 400 печатных листов, в том числе:
1. Партийно — государственный контроль в промышленности (научная монография). М.: Мысль, 1965. 14,74 п.л. (в соавторстве с Лукъяновым А. Н.).
2. Партийно — държавният контрол в промышлеността (научная монография). София: изд — во Българската коммунистическа партия, 1966. 14,44 п.л. (в соавторстве с Лукъяновым А. Н.).
3. Киноэкран и зритель. Саратов: Изд-во СГУ, 1985. 6 п.л. (в соавторстве с Востриковым Ю. А.).
4. Хроника событий Саратовской областной организации КПСС (1883—1983). Саратов: Приволж. кн. изд — во, 1985. 20,39 п.л.
5. Партийная забота о воспитании молодежи. Профессионально — техническое образование, 1975, № 10. 0,43 п.л.
6. Организация правовой пропаганды и правового воспитания. Советская юстиция, 1979, № 8. 0,5 п.л.
7. Некоторые вопросы повышения уровня изучения и пропаганды истории КПСС. Вопросы истории КПСС, 1980, № 12. 1,3 п.л.
8. Н. Г. Чернышевский и Саратовский край. — В кн.: Н. Г. Чернышевский: История. Философия, Литература. Саратов: Изд — во СГУ, 1982. 0,8 п.л.
9. Актуальные проблемы коммунистического воспитания студентов на современном этапе. — В кн.: Коммунистическое воспитание студентов: По материалам Всероссийской конференции проведенной Центральным Советом Педагогического общества РСФСР в Саратове 22 — 23 октября 1975 г. М.:,1976. 1,1п.л.
10. Всемерно улучшать подготовку партийных и советских кадров. — В сб.: Актуальные вопросы совершенствования учебно — методической работы. Методические рекомендации преподавателям ВПШ. Саратов: ВПШ, 1984. 0,3 п.л.
11. Наследники Октября. Очерки истории Саратовской областной организации ВЛКСМ. Саратов: Приволж. кн. изд — во, 1979. 17,59 п.л. (Руководитель редколлегии).
12. Новое исследование о правых социал — демократах. Вопросы истории КПСС, 1977, № 7. 0,3 п.л.
13. Наш Чернышевский. Журнал «Волга», Саратов, 1978, № 7. 0,8 п.л.
14. Основы политологии. Учебное издание. Изд — во Саратовского университета, 1993. 9,0 п.л. (в соавторстве с Дорофеевым В. И.).
15. Учебная программа курса «Политология». Для студентов естественных факультетов. Учебное издание. Изд — во Саратовского университета, 1996. 3,0 п.л. (в соавторстве: Дорофеев В. И., Дубровский В. А.).
16. Правовая подготовка студентов — неюристов. В кн.: Современное университетское образование: проблемы и перспективы. Сборник научных статей, выпуск 1. Изд — во Саратовского университета им. Н. Г. Чернышевского, 1994. 0,25 п.л.
17. Гуманитарная подготовка специалистов сельского хозяйства — на уровень требований Государственного образовательного стандарта. В кн.: Социально — экономические проблемы АПК. Сборник научных работ. Изд — во Саратовской государственной сельскохозяйственной академии, 1998. 0,5 п.л. (в соавторстве с Рыбалко А. Г.).
18. Культурология. Учебно — методическое пособие. Изд — во Саратовского университета, 1998. 20,5 п.л. (в соавторстве: Ткачев А. М., Лосева О. А.).
19. Политология. Словарь — справочник. — Саратов: Поволжская академия государственной службы им. П. А. Столыпина 2003. — 136 с. (соавторы: С. Ю. Наумов, Л. И. Мерзляков, А. В. Амбарян).

## Увлечения
Увлекался чтением, особенно любил Толстого Л. Н., К.Маркса, В.Маяковского и С.Есенина. Писал стихи и рисовал портреты. Любил садоводство и огородничество. Был рыболовом и охотником.

## Награды
1. Орден Трудового Красного Знамени
2. Знак Почета
3. Медаль «Ветеран труда»